# Pearls to Pigs, Vol. 1
Pearls to Pigs, Vol. 1 – четвёртый релиз группы Modwheelmood, вышел в 2007 году, только в цифровом варианте. Для записи песен "Mhz" и "Believue Ave" был привлечен барабанщик  Джеспер Кристенсен.

## Список композиций
1. Problem Me - 04:21
2. Mhz - 04:23
3. Forli' - 01:28
4. Believue Ave - 04:22
5. Too Late - 03:21